# Alessandro Vallebona

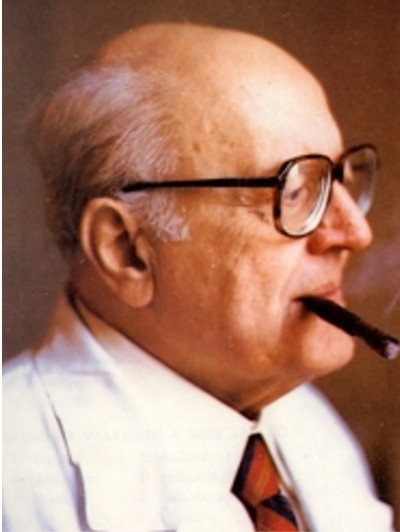
Alessandro Vallebona in 1964

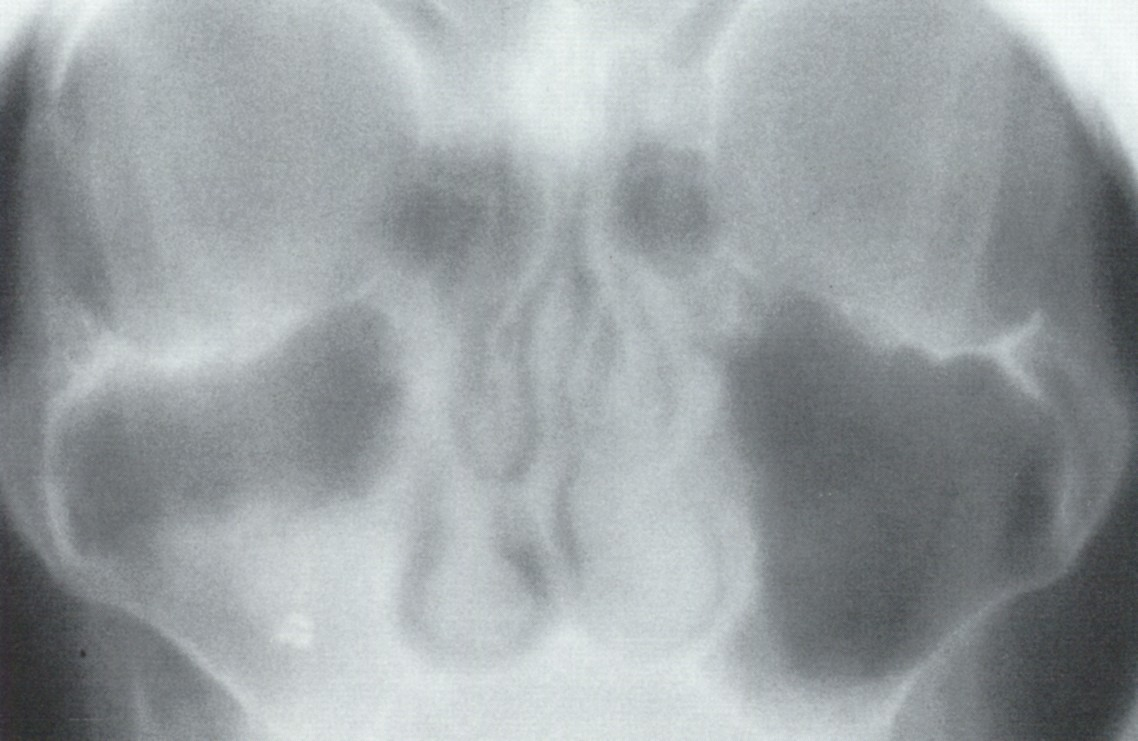
Axiale transverse Röntgen-Stratigraphie des Mittelgesichts: der Grauschleier entsteht durch die unscharf abgebildeten Ebenen, die sich vor und hinter der scharf dargestellten Ebene befinden und daher als Verwischungsstruktur erscheinen.

Alessandro Vallebona (* 2. März 1899 in Genua; † 1. Dezember 1987 ebenda) war Radiologe in Genua.
1930 entwickelte er die Grundlagen der Tomographie, die er selbst als axiale transverse Röntgen-Stratigraphie bezeichnete. Dazu ließ Vallebona eine Röntgenquelle und einen Film gegenläufig um einen Patienten laufen, so dass nur die im Drehpunkt liegende Ebene scharf abgebildet wurde. Die weiteren Ebenen vor und hinter der scharf abgebildeten Ebene erschienen auf dem Röntgenbild aufgrund ihrer Bewegungsunschärfe als Verwischungsstrukturen. Moderne Tomographen verwenden einen Computer, um jene Verwischungsstrukturen aus dem Röntgenbild herauszurechnen. 1970 wurde A. Vallebona mit der Röntgen-Plakette ausgezeichnet.